# S Tennis Masters Challenger 1991
L'S Tennis Masters Challenger 1991 è stato un torneo di tennis facente parte della categoria ATP Challenger Series nell'ambito dell'ATP Challenger Series 1991. Il torneo si è giocato a Graz in Austria dal 2 all'8 settembre 1991 su campi in terra rossa.

## Vincitori

### Singolare
Thomas Buchmayer ha battuto in finale  Thierry Guardiola con il punteggio di 6–3, 6–2

### Doppio
Jan Apell /  Raviv Weidenfeld hanno battuto in finale  Sébastien Leblanc /  Markus Naewie con il punteggio di 6–3, 6–3